# Gazdaság
A gazdaság általánosságban a társadalom szükségleteinek kielégítésére szolgáló anyagi javak illetve szolgáltatások létrehozásával, termelésével, forgalmazásával összefüggő folyamatok és a közöttük kialakuló kölcsönhatások összessége, a társadalmi termelés rendszere.
Más megközelítésben a társadalom tevékenységének az a területe, amely az erőforrások előállításával, felhasználásával és kezelésével kapcsolatos gyakorlatokat, eszméket és anyagi megnyilvánulásokat fogja át. Egy adott gazdaság folyamatoknak az összessége, magába foglalja a gazdasági tevékenység kultúráját, értékeit, oktatását, technológiai fejlődését, történelmét, társadalmi szervezetét, politikai szerkezetét, jogrendszerét és természeti erőforrásait. Más szóval, a gazdasági terület az egymással összefüggő emberi gyakorlatok és tranzakciók társadalmi területe.
A gazdaság szereplői a személyek, vállalkozások, gazdasági szervezetek és a kormányzatok. Gazdasági tranzakciókról általában akkor beszélünk, ha két fél vagy csoport megállapodik egy bizonyos áru vagy szolgáltatások értékében vagy árában, és azt más árura vagy pénzre cseréli. A monetáris tranzakciók azonban a gazdasági területnek csak egy kis részét teszik ki.
A gazdaság fő részei az ipar, a mezőgazdaság és a szolgáltatások.
Egy-egy ország gazdaságát általában nemzetgazdaságnak vagy (az egykori tervutasításos gazdálkodású országokban) népgazdaságnak nevezzük.